# Жезал
Жезал или жезло је украшени метални штап који се додељује православном епископу на рукоположењу (условно се може назвати део епископске одежде), као симбол власти и бриге за поверено му умно стадо. На врху жезла је змија са две главе, између којих је крст. Саме змије на жезлу симболишу видљиве и невидљиве непријатеље над којима епископ има власт, што се дословно да уочити кроз начин на који епископ држи жезал, полажући десницу на његов врх, држећи змије у својој шаци.
Овај крст на жезлу значи да архијереј у име и славу Христову напаса стадо. 
Св. Симеон Солунски каже: „Жезло које држи архијереј означава власт Светога Духа, укрепљење људи, снагу путеводитеља, али и да непокорне кажњава, а оне који су далеко да сабира себи." 
Жезал се на грчком зове патерисса (πατερίτσα), као знак очинског управљања паством.